# Moritz Auffenberg von Komarów
Moritz Friedrich Joseph Eugen Auffenberg Freiherr von Komarów (Troppau, 22 maggio 1852 – Vienna, 18 maggio 1928) è stato un generale e politico austro-ungarico, già Ministro della guerra tra il 1911 e il 1912, fu comandante della 4ª Armata durante le fasi iniziali dell'offensiva in Galizia lanciata dal Capo di stato maggiore dell'Imperial regio Esercito austro-ungarico Franz Conrad von Hötzendorf nel corso del 1914. Fu destituito dal comando dopo l'esito negativo della Battaglia di Rawa.

## Biografia
Nacque a Troppau, Slesia austriaca, il 22 maggio 1852  figlio di un ufficiale dell'esercito austriaco, nobilitato nel 1868 con il titolo di ritter von Auffenberg.
All'età di quattordici anni intraprese la carriera militare studiando dapprima presso la Scuola militare di Olomouc e poi presso l'Accademia militare Teresiana di Wiener Neustadt. brevettandosi nel 1871. Promosso tenente, nel 1878 fu assegnato al k.u.k. Infanterieregiment "Markgraf von Baden" Nr. 23 di stanza a Zombor e partecipò all'occupazione della Bosnia al seguito delle truppe comandate dal generale Josef Philippovich von Philippsberg. Nel 1880 fu promosso capitano ed assegnato al Corpo di Stato maggiore, e dopo aver frequentato il Corso per ufficiali di stato maggiore presso la Scuola di guerra (Kriegschule) fu promosso colonnello ed assunse il comando del 23º Reggimento di fanteria ,  che mantenne anche quando fu promosso brigadier generale.
La sua carriera proseguì brillantemente, promosso generalmajor nel 1900, divenne feldmarschallleutnant nel 1905, quando assunse il comando della 36ª Divisione di stanza a Zagabria, passando alla testa della 15ª Divisione di fanteria di Miskolcz, e nel 1907 assunse l'incarico di Ispettore generale del Corpo scuole ufficiali.  Nell'ottobre 1909 sostituì il generale Marián Varešanin von Vareš al comando del XV Corpo d'armata con Quartier generale a Sarajevo. Qui attirò l'attenzione dell'Arciduca Francesco Ferdinando, erede al trono dell'Impero austro-ungarico, per via della perfetta conoscenza della lingua ungherese e delle problematiche relative alle rivendicazioni degli slavi meridionali.
Elevato al rango di general der infanterie nel 1910, nell'ottobre 1911 lascio il comando del XV Corpo d'armata al generale Michael Ludwig Edler von Appel in quanto il 19 settembre precedente, su pressione dell'arciduca Francesco Ferdinando, era stato nominato Ministro della guerra. Assunto l'incarico iniziò subito a fare pressioni sul Parlamento per ottenere maggiori stanziamenti per l'ammodernamento dell'esercito, arrivando ad ordinare una fornitura di obici pesanti Škoda da 305 mm destinati all'artiglieria d'assedio e 76 nuove batterie d'artiglieria campale, senza ottenere la necessaria copertura finanziaria. Questo fatto gli valse la sfiducia del Parlamento e del Kaiser Francesco Giuseppe, tanto che nel dicembre 1912 fu sostituito nell'incarico dal generale Alexander von Krobatin, un ufficiale più noto ed esperto in questioni di carattere politico, e fu nominato Ispettore generale dell'esercito e comandante designato d'armata in caso di guerra.
Dopo lo scoppio della prima guerra mondiale assunse il comandò della 4ª Armata destinata ad operare sul fronte orientale contro l'esercito russo. Durante le operazioni in Galizia si distinse nella battaglia di Komarów (26 agosto-2 settembre 1914) quando inflisse una secca sconfitta alla 5ª Armata russa del generale Pavel Adamovič Pleve. Il giorno successivo fu mandato dal Capo di stato maggiore dell'esercito, generale Franz Conrad von Hötzendorf in aiuto alla 3ª Armata del generale Rudolf von Brudermann. Lo spostamento dell'armata creò un varco tra la 4ª e la 1ª Armata austroungariche di cui approfittò il comandante della 5 Armata russa, generale Nikolaj Vladimirovič Ruzskij. Durante la seguente battaglia di Rawa le truppe della 4ª Armata riuscirono a sottrarsi all'accerchiamento con una lunga ritirata che le portò ad oltrepassare il fiume San al prezzo di gravi perdite in uomini e materiali. Il cocente insuccesso portò l'Arciduca Giuseppe Ferdinando d'Asburgo-Toscana un suo comandante di Corpo d'armata, a costringerlo alle dimissioni per assumere egli stesso il comando della 4ª Armata.
Il 25 aprile 1915 il Kaiser Francesco Giuseppe lo creò barone Auffenberg von Komarów dal nome della battaglia in aveva sconfitto l'esercito russo, ma pochi giorni dopo fu arrestato con l'accusa di aver rivelato ad un conoscente la cospicua fornitura di pezzi d'artigliera ordinati alla fabbrica Skoda, consentendo a quest'ultimo di lucrarci sopra. Sottoposto a corte marziale fu scagionato da ogni accusa, ma la sua carriera militare terminò qui.
Dopo la fine della guerra fu autore di alcuni scritti di carattere teorico-militare e fu deputato al Parlamento per il Partito Liberale Austriaco. Si spense a Vienna il 18 maggio 1928, venendo sepolto presso l'Hietzing Friedhof.

## Pubblicazioni
- Aus Österreich-Ungarns Teilnahme am Weltkrieg, Ullstein, Berlino, 1920.
- Aus Österreich-Ungarns Höhe und Niedergang - Eine Lebensschilderung, Monaco, 1921.

### Annotazioni
1. ↑  Neanche il fatto di essere membro del Consiglio privato della Corona e la sua amicizia, risalente ai tempi dell'Accademia militare, con il Capo di stato maggiore dell'esercito generale Conrad von Hötzendorf valse a salvarlo dall'ira del Kaiser.
2. ↑  tale Grande Unità era al comando del generale Viktor Dankl von Krasnik.
3. ↑  L'ordine di andare in aiuto della 3ª Armata gli era stato dato espressamente dal Capo di stato maggiore dell'esercito Conrad von Hötzendorf, ma la responsabilità della sconfitta di Rawa ricadde interamente su di lui.

### Fonti
1. 1 2 3 4 5 6 7 8  Metnitz 1953, p. 441.
2. 1 2 3 4 5 6 7 8 9 10 11  Tucker, Roberts, Zehnder 2005, p. 149.
3. 1 2  Offelli 2001, p. 11.
4. ↑  Lucas 1973, p. 102.
5. 1 2  Offelli 2001, p. 12.
6. 1 2  Tucker, Roberts, Zehnder 2005, p. 458.
7. ↑  Tucker, Roberts, Zehnder 2005, p. 643.
8. ↑  Dowling 2014, p. 422.
9. 1 2 3  Tucker, Roberts, Zehnder 2005, p. 459.
10. 1 2  Tucker, Roberts, Zehnder 2005, p. 618.

### Periodici
- (DE) Gustav Adolf Metnitz, Auffenberg von Komarów, Moritz Friedrich Joseph Eugen Freiherr, in Neue Deutsche Biographie, vol. 2, Berlin, Duncker & Humblot, 1953,  p. 441.